# Houston Oilers 1975
La stagione 1975 degli Houston Oilers è stata la sesta della franchigia nella National Football League, la 16ª complessiva.
Nella prima stagione di Bum Phillips come allenatore gli Oilers giocarono un football competitivo, terminando con più vittorie che sconfitte per la prima volta dopo sette stagioni con un bilancio di 10-4. Tuttavia, tutte quelle quattro sconfitte avvennero contro i Pittsburgh Steelers e i Cincinnati Bengals, che si classificarono ai primi due posti della division, relegando Houston al terzo posto. Fu un miglioramento di tre vittorie rispetto alla stagione precedente e il miglior record degli Oilers dal 1962.
In questa stagione gli Oilers divennero l'ultima squadra della ex American Football League a battere finalmente un avversario della NFC dopo la fusione AFL-NFL del 1970.

## Scelte nel Draft 1975
Nel Draft NFL 1975 gli Oilers scelsero come sesto assoluto il futuro membro della Pro Football Hall of Fame Robert Brazile.

## Calendario
| Stagione regolare |                         |           |
| Turno             | Avversario              | Risultato |
| 1                 | at New England Patriots | V 7–0     |
| 2                 | San Diego Chargers      | V 33–17   |
| 3                 | Cincinnati Bengals      | S 21–19   |
| 4                 | at Cleveland Browns     | V 40–10   |
| 5                 | Washington Redskins     | V 13–10   |
| 6                 | Detroit Lions           | V 24–8    |
| 7                 | at Kansas City Chiefs   | V 17–13   |
| 8                 | at Pittsburgh Steelers  | S 24–17   |
| 9                 | Miami Dolphins          | V 20–19   |
| 10                | Pittsburgh Steelers     | S 32–9    |
| 11                | at Cincinnati Bengals   | S 23–19   |
| 12                | at San Francisco 49ers  | V 27–13   |
| 13                | at Oakland Raiders      | V 27–26   |
| 14                | Cleveland Browns        | V 21–10   |

## Classifiche
| AFC Central            | AFC Central | AFC Central | AFC Central | AFC Central | AFC Central | AFC Central | AFC Central | AFC Central | AFC Central |
|                        | V           | S           | P           | %           | DIV         | CONF        | PF          | PS          | Str.        |
| ---------------------- | ----------- | ----------- | ----------- | ----------- | ----------- | ----------- | ----------- | ----------- | ----------- |
| Pittsburgh Steelers(1) | 12          | 2           | 0           | .857        | 6–0         | 10–1        | 373         | 162         | S1          |
| Cincinnati Bengals(4)  | 11          | 3           | 0           | .786        | 3–3         | 8–3         | 340         | 246         | V1          |
| Houston Oilers         | 10          | 4           | 0           | .714        | 2–4         | 7–4         | 293         | 226         | V3          |
| Cleveland Browns       | 3           | 11          | 0           | .214        | 1–5         | 2–8         | 218         | 372         | S1          |

## Premi
- Robert Brazile:

rookie difensivo dell'anno